# Protestantismus in Pakistan

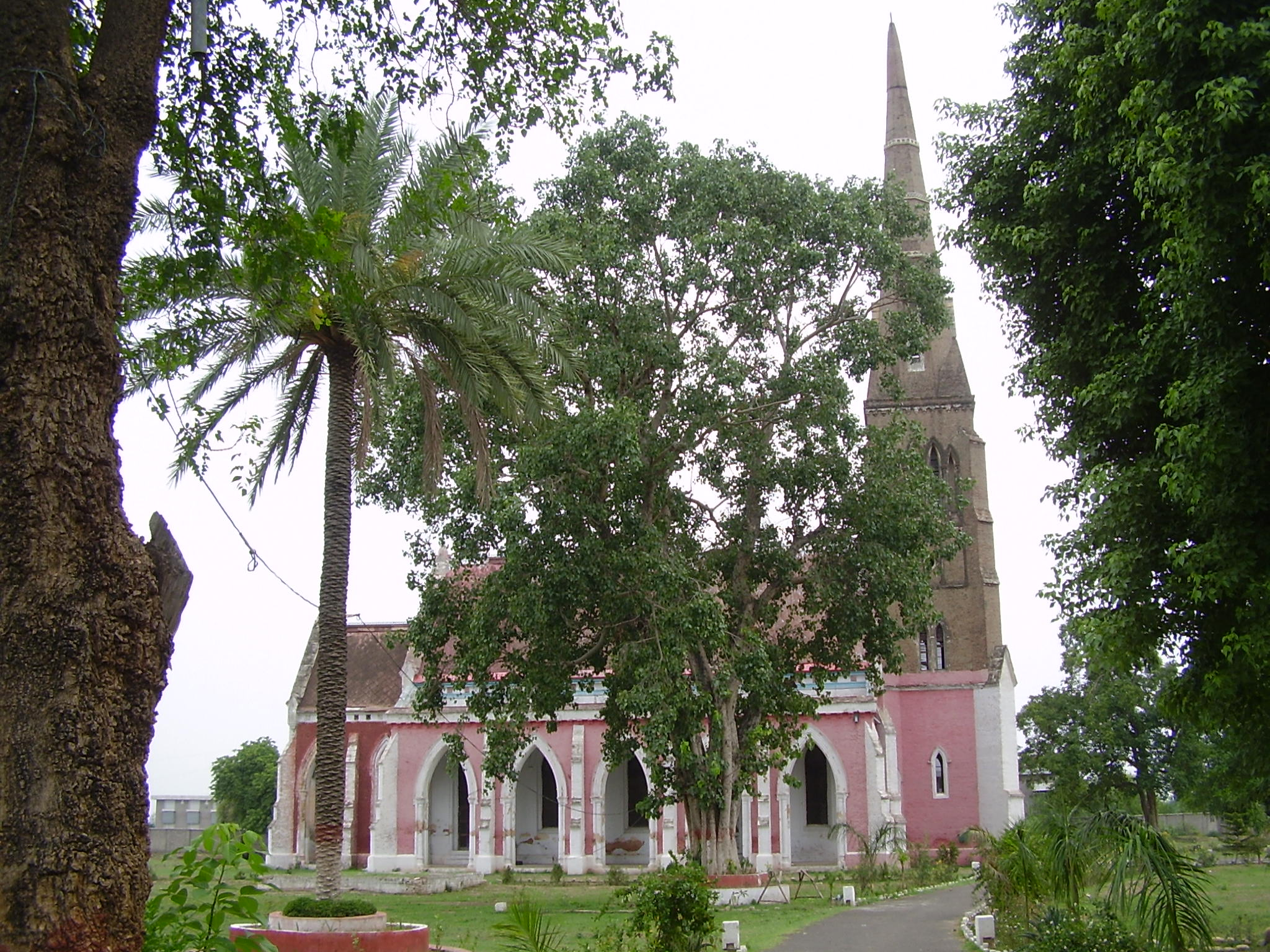
Protestantische Sankt-John-Kirche in Jhelum

Zum Protestantismus in Pakistan wird eine kleine christliche Minderheit von weniger als 2 % der Bevölkerung gezählt. Pakistan gehört zu den Ländern mit Christenverfolgung, wobei auch Protestanten verfolgt werden.
Die zur Anglikanischen Kirchengemeinschaft gehörende Church of Pakistan ist die größte protestantische Kirche Pakistans. Sie ist zunächst 1970 aus einer Fusion zu verschiedenen Konfessionen (Anglikaner, Presbyterianer, Methodisten und Lutheraner) gehörender Kirchen entstanden.
Zu den weiteren protestantischen Konfessionen des Landes gehören die Presbyterian Church of Pakistan, die Associate Reformed Presbyterian Church in Pakistan und die United Presbyterian Church of Pakistan.